# Кривое (заказник)
Криво́е (бел. Крыво́е) — гидрологический заказник республиканского значения в Белоруссии, созданный в 1979 году с целью охраны озера Кривое и прилегающих территорий.

## Описание
Заказник организован в 1979 году для охраны озера Кривое и прилегающих природных комплексов, отличающихся живописностью. В 1982 году площадь заказника составляла 1,1 тыс. га.
Заказник расположен на юго-востоке Полоцкой низменности, на стыке трёх районов Витебской области: Ушачского, Бешенковичского и Лепельского. Прилегающая к озеру территория местами заболочена. 17 % суши покрыто лесом — преимущественно еловым и сосновым, на заболоченных участках берёзовым.
Флора заказника насчитывает 490 видов. На охраняемой территории произрастает в том числе полушник озёрный, занесённый в Красную книгу Республики Беларусь.
В озере Кривое обитает более 30 видов рыб, в том числе занесённая в Красную книгу Республики Беларусь европейская ряпушка. В составе зоопланктона присутствует Limnocalanus macrurus — реликтовый вид мелких ракообразных.
Заказник пользуется популярностью у любителей экологического туризма. По территории проводятся пешие и велосипедные экскурсии. Для туристов оборудовано несколько мест отдыха. Организована платное любительское рыболовство. Промысловый лов рыбы и использование плавсредств с моторами запрещены.